# 鲁思·梅斯
鲁思·梅斯（1961年10月9日—）是一位英国人类学家，专攻進化生態學和演化語言學，2004年起任伦敦大学学院演化人類學教授。